# Indikator echten Fortschritts

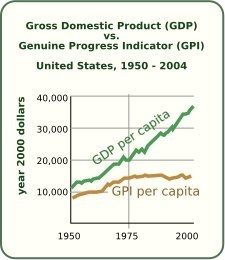
Bruttoinlandsprodukt (BIP) vs. Genuine Progress Indicator (GPI) in den Vereinigten Staaten (1950–2004)

Der Genuine Progress Indicator (GPI) (deutsch Indikator echten Fortschritts oder echter Fortschrittsindikator) ist ein Wirtschaftsindikator, der das Bruttoinlandsprodukt (BIP) ersetzen und an dessen Stelle eine bessere Einschätzung der Leistung von Volkswirtschaften erlauben soll. Er ist aus dem früheren Index der nachhaltigen wirtschaftlichen Wohlfahrt (Abkürzung ISEW von englisch Index of Sustainable Economic Welfare) hervorgegangen.
Der GPI misst, ob das wirtschaftliche Wachstum eines Landes und die damit verbundene Mehrproduktion von Gütern und Dienstleistungen tatsächlich zu steigendem Wohlstand beziehungsweise Wohlbefinden führt. Der Unterschied zwischen dem BIP und dem GPI lässt sich mit dem Unterschied zwischen der Brutto- und der Nettobilanz eines Unternehmens vergleichen, wobei nur Letztere für die Zukunftsfähigkeit einer Firma entscheidend ist. Entsprechend liegt das Wachstum des GPI bei Null, wenn das gemessene Wachstum des BIP durch offene oder verdeckte Kosten wie Umweltschäden, Kriminalität oder abnehmende Gesundheit erzeugt worden ist.
Zahlreiche hochentwickelte Länder (insbesondere EU-Staaten und Kanada) versuchen seit einigen Jahren, gemeinsame Kriterien für die Ermittlung eines vergleichbaren und objektiven GPI zu entwickeln. Der GPI darf also nicht als ein fest definierter und allgemein akzeptierter Index zur Wohlstandsmessung betrachtet werden. Er stellt vielmehr einen Versuch dar, die Schwächen des BIP zu überwinden und unterliegt zurzeit noch regelmäßigen Veränderungen.

## Motivation für das Erstellen des GPI
In der Ökonomie wird Fortschritt für gewöhnlich in Geldwert gemessen. Das BIP misst alle produzierten Werte und stellt damit die Gesamtsumme der Wirtschaft eines Landes dar. Hierunter fallen auch Schadenswerte, sodass beispielsweise Autounfälle und Tankerunglücke das BIP erhöhen.
Selbst seine Erfinder geben an, dass das BIP keineswegs als Indikator für Wohlbefinden gedacht war. Auch war nicht geplant, dessen Werte als Argument für oder gegen bestimmte politische Maßnahmen einzusetzen, wie es mittlerweile üblich geworden ist.
Der GPI hingegen umfasst die Verfügbarkeit von Ökosystemdienstleistungen und deren Schädigung durch menschliche Aktivitäten. Damit umrandet der GPI eine weiter gefasste Vorstellung von Fortschritt und bezieht auch die Nachhaltigkeit mit ein. Die Ernte von Agrarprodukten beispielsweise erzielt – bei gleicher Erntemenge – einen höheren GPI-Wert, wenn das benötigte Wasser aus sich natürlich regenerierenden Wasserquellen wie Grundwasser und Flüssen stammt, jedoch einen deutlich geringeren, wenn zum Bewässern nicht erneuerbares, fossiles Wasser aus Aquiferen gepumpt wird. Auf das BIP hätte dieser Produktionsunterschied dagegen keine Auswirkung.
Einige Ökonomen, darunter Herman Daly, John B. Cobb und Philip Lawn, nehmen an, dass das Wachstum einer Volkswirtschaft durch ausgeweitete Produktion von Gütern und Dienstleistungen sowohl Nutzen als auch Kosten mit sich führt – und nicht nur Nutzen, wie das BIP suggeriert. In einigen Situationen schädigen die erweiterte Produktion und andere Marktaktivitäten Gesundheit, Kultur und Wohlfahrt, was von Ökonomen oft ignoriert werde. Insbesondere wird hierfür zurückgegriffen auf die Grenzhypothese (englisch threshold hypothesis) von Manfred Max-Neef, die unterstellt, dass ab einem gewissen Schwellenwert in einem makroökonomischen System der zusätzlich erzeugte Nutzen durch einen dabei entstehenden Schaden überwogen wird.
Philip Lawn hat in einem „echten Fortschrittsindikator“ einen theoretischen Rahmen für die Bestimmung der Kosten ökonomischer Aktivitäten und ihre Abwägung gegenüber ihrem Nutzen entwickelt. Damit soll erkennbar werden, ob die stattfindende wirtschaftliche Entwicklung die Lebenssituation von Menschen verbessert oder vielmehr erschwert. Lawns Modell zufolge bestimmen die Kosten ökonomischer Aktivität die folgenden potenziell schädlichen Elemente:
- Ressourcenabbau
- Verbrechen
- Ozonabbau
- Zerfallende Familien
- Luft-, Wasser- und Lärmverschmutzung
- Verlust an Agrarland
- Verlust an Feuchtgebieten

(Quelle: Lawn 2003, S. 108, Tabelle 1)

## Theoretische Fundierung des GPI
Der Bedarf nach einem echten Fortschrittsindikator, der vorbelastete Indikatoren wie das BIP ersetzen sollte, wurde in einer Studie über unwirtschaftliches Wachstum in den 1980er Jahren von Marilyn Waring dargelegt, die Voreingenommenheiten im UN-System nationaler statistischer Daten untersucht hatte.
In den frühen 1990er Jahren hatte sich in Entwicklungstheorie und ökologischer Ökonomie ein Konsens herausgebildet, nach dem eine wachsende Geldmenge faktisch mit sinkendem Wohlbefinden einhergehe.  Essenzielle natürliche und soziale Dienstleistungen wurden bar bezahlt, was die Ökonomie expandieren ließ, aber die Lebensqualität verschlechterte.

## Ergebnisse
Mindestens elf Länder (darunter Deutschland, England, Österreich und Schweden) haben ihren Wohlstand gemäß vorläufigen GPI-Methoden neu berechnet. Die Daten für die Europäischen Länder und die USA zeigen, dass die Wohlstandsentwicklung vor allem in den letzten Jahrzehnten deutlich hinter der Entwicklung des BIP zurückblieb. In einigen Ländern suggerieren GPI-Berechnungen sogar einen deutlichen Wohlstandsrückgang. Während das BIP für die USA eine Verdoppelung des Wohlstands im Zeitraum 1950 bis 1995 suggeriert, zeigt der GPI insbesondere im Zeitraum 1975 bis 1995 einen starken Rückgang von 45 Prozent. Chiles Wohlstand stagnierte im selben Zeitraum laut dem sehr ähnlich berechneten Index der nachhaltigen wirtschaftlichen Wohlfahrt (ISEW). Österreich, Deutschland, Italien, die Niederlande, Schweden und Australien konnten dagegen einen Wohlstandsgewinn verzeichnen, wenngleich dieser im Vergleich zur BIP-Entwicklung relativ bescheiden ausfällt.

## Weiterentwicklung durch die EU
Im November 2007 organisierte die Europäische Kommission zusammen mit dem Europäischen Parlament, dem Club of Rome, der OECD und dem WWF unter dem Motto Beyond GDP eine internationale Konferenz mit dem Ziel, die geeignetsten Indikatoren zur Messung des Wohlstands herauszuarbeiten. Zum Abschluss der Konferenz versprach der Kommissar für Umwelt, Stavros Dimas, die Erarbeitung einer Nachhaltigkeitsanzeigetafel und kündigte weitere Schritte an. Am 20. August 2009 veröffentlichte die EU-Kommission unter dem Titel „Das BIP und mehr: die Messung des Fortschritts in einer Welt im Wandel“ ein Strategiepapier, in dem sie „fünf Maßnahmen zur besseren Messung des Fortschritts“ vorschlägt.
Die fünf Handlungsfelder umfassen:
1. Erarbeiten eines umfassenden Umweltindex und verbesserter sozialer Indikatoren
2. Aktuellere Informationsbereitstellung für Entscheidungsträger
3. Genauere Berichterstattung über Verteilung und Ungleichheiten
4. Entwicklung einer europäischen Anzeigetafel (Scoreboard) für nachhaltige Entwicklung
5. Einbeziehung von ökologischen und sozialen Anliegen in die volkswirtschaftliche Gesamtrechnung.

Infolgedessen wurden mehr als 20 Indikatoren – darunter auch der GPI –, die in den neuen Wohlstandsindikator einfließen könnten, präsentiert.